# 캐리 멀리스
캐리 뱅크스 멀리스(영어: Kary Banks Mullis, 1944년 12월 28일 ~ 2019년 8월 7일)는 미국의 생화학자이다. 1983년 중합 효소 연쇄 반응을 이용한 DNA 증폭기술을 개발한 공로로 1993년 노벨 화학상을 받았다.

## 생애
캐리 멀리스는 1944년 12월 28일 블루리지산맥 근처에 있는 노스캐롤라이나주 르느와르에서 태어났다. 멀리스 가족은 르느와르에서 농업에 종사하였으며 캐리는 어려서부터 지역 생물의 관찰에 흥미를 보였다.
멀리스는 사우스캐롤라이나주 컬럼비아에서 성장하였다. 1962년 조지아 공과대학교에 입학하여 1966년 학사학위로 졸업하였고, 같은 해에 결혼하고 사업을 시작하였다.
1972년 캘리포니아 대학교 버클리 캠퍼스에서 박사 학위를 받았으며 자신의 전공으로 단백질과 효소의 구조 연구를 선택하였다. 캔자스 대학교에서 2년 동안 근무한 후 캘리포니아 대학교 샌프란시스코의 생화학 교수로 부임하였다.

## 학력
- 1958년~1962년: 드레허 고등학교 (졸업)
- 1962년~1966년: 조지아 공과대학교 (학사)
- 1970년~1972년: 캘리포니아 대학교 버클리 (박사)

## 업적
1983년 세터스 코퍼레이션의 화학자로 근무하던 캐리 멀리스는 중합 효소 연쇄 반응을 이용하여 DNA를 빠른 시간 안에 대량으로 복제하는 방법을 개발하였다. 그는 이 공로로 1993년 노벨 화학상을 수상하였다.

## 같이 보기
- 노벨 화학상 수상자 목록

## 참고 문헌
- Paul Rabinow, Making PCR: a story of biotechnology (University of Chicago Press, 1996). ISBN 0-226-70147-6
- Anthony Liversidge, “"Kary Mullis, the great gene machine"”. 2001년 1월 21일에 원본 문서에서 보존된 문서. 2017년 9월 2일에 확인함., Omni magazine (April 1992).
- Kary Mullis, Dancing Naked in the Mind Field. Vintage Books (1998). ISBN 0-679-44255-3.